# 勞倫蒂諾·科爾蒂索
勞倫蒂諾·科爾蒂索（Laurentino "Nito" Cortizo Cohen；1953年1月30日—）是巴拿馬政治人物，2019年至2024年任第38任巴拿馬總統。他曾任國民議會議長和農業發展部部長。他於1994年至2004年擔任國會議員。
他代表民主革命党參選2019年總統選舉，以大約33%的得票率當選。

## 外部連結
- Site of Laurentino Cortizo（西班牙文）
- Biography by CIDOB （页面存档备份，存于）（西班牙文）